# Baby (Brandy)
Baby è un brano musicale R&B interpretato dalla cantante statunitense Brandy, scritto da Keith Crouch, Kipper Jones e Rahsaan Patterson e prodotto da Crouch. Il brano è stato pubblicato come secondo singolo estratto dall'album d'esordio della cantante, Brandy. Il singolo è riuscito a raggiungere la prima posizione della classifica R&B di Billboard proprio come il suo predecessore, ed è entrato perfino nella top5 della Hot 100. Il brano, certificato disco di platino negli Stati Uniti, ha avuto molto successo anche in Oceania. Baby ha ricevuto nomination a vari premi, tra cui Grammy e MTV Video Music Awards, e ha vinto come Favorite Song ai Kids' Choice Awards.

## Video
Il videoclip del singolo è stato diretto da Hype Williams, con il quale Brandy aveva già lavorato per il video remix di I Wanna Be Down. Il video presenta una scena principale girata nella piazza Times Square di New York, dove Brandy esegue una coreografia insieme a dei ballerini sopra una piattaforma bianca. In questa scena la cantante è vestita completamente di bianco, in contrasto con i ballerini che sono vestiti di nero, ma tutti indossano leggins, piumini e cappelli invernali. Dalla seconda strofa Brandy e i ballerini eseguono la coreografia in un interno, con abiti leggeri e colorati. Se nei due video precedenti Brandy aveva un look da maschiaccio, in questo video appare più raffinata e curata, con un trucco più evidente e le treccine raccolte in due odango. Tra i vari cambi di look, la cantante appare in una scena dove indossa un cappotto e uno zainetto rosa, su uno sfondo anch'esso rosa, e in un'altra in cui canta di fronte a un microfono con indosso una giacca lucida nera. La coreografia del video è stata curata da Fatima Robinson.

## Riconoscimenti
Il brano ha ricevuto nomination a diversi premi, tra cui una ai Grammy Awards del 1996 nella categoria Best Female R&B Performance, diventando il primo singolo della cantante ad ottenere una nomination in questa categoria ai Grammy. Nello stesso anno Brandy era nominata anche nella categoria Best New Artist e Best Rap Performance By A Duo Or A Group, grazie al remix di I Wanna Be Down. Il video ha ricevuto una nomination ai MTV Video Music Awards del 1995 nella categoria Miglior Coreografia. Anche in questo caso la cantante aveva ottenuto altre due nomination: una come Miglior Video Rap per I Wanna Be Down (Human Rhythm Hip Hop remix) e una come Miglior Fotografia per Brokenhearted.

## Ricezione
Il singolo ha raggiunto la numero 1 della Hot R&B/Hip-Hop Songs il 11 febbraio 1995, diventando il secondo singolo consecutivo della cantante a raggiungere la prima posizione in questa classifica dopo I Wanna Be Down. Come il singolo precedente, ha passato quattro settimane consecutive sul podio, ma molte meno nella classifica, 24 contro le 38 passate dal primo singolo. Nella Hot 100 è riuscito a ottenere una posizione più alta rispetto al singolo precedente: se I Wanna Be Down si era fermato alla sesta posizione, Baby è riuscito ad entrare in top5 arrivando fino al numero 4. Anche in questa classifica ha però speso meno settimane del primo singolo, ovvero 20.
Anche in Nuova Zelanda il singolo ha superato I Wanna Be Down e ha raggiunto la quarta posizione, dopo aver debuttato alla posizione numero 12 il 16 aprile 1995. In Australia ha raggiunto la posizione numero 16, passando un totale di 10 settimane in classifica.

## Classifiche
| Classifica (1995)              | Posizione |
| ------------------------------ | --------- |
| Australia                      | 16        |
| Nuova Zelanda                  | 4         |
| Billboard Hot 100              | 4         |
| U.S. Billboard Hot R&B Singles | 1         |

## Tracce
1. "Baby" (radio edit)
2. "Baby" (All Star Party mix)
3. "Baby" (LP version)
4. "I Wanna Be Down" (The Human Rhythm Hip Hop remix)